# La Bouëxière
La Bouëxière is een gemeente in het Franse departement Ille-et-Vilaine (regio Bretagne). De plaats maakt deel uit van het arrondissement Rennes. La Bouëxière telde op 1 januari 2022 4.602 inwoners.

## Geografie
De oppervlakte van La Bouëxière bedroeg op 1 januari 2022 49,68 vierkante kilometer; de bevolkingsdichtheid was toen 92,6 inwoners per km².

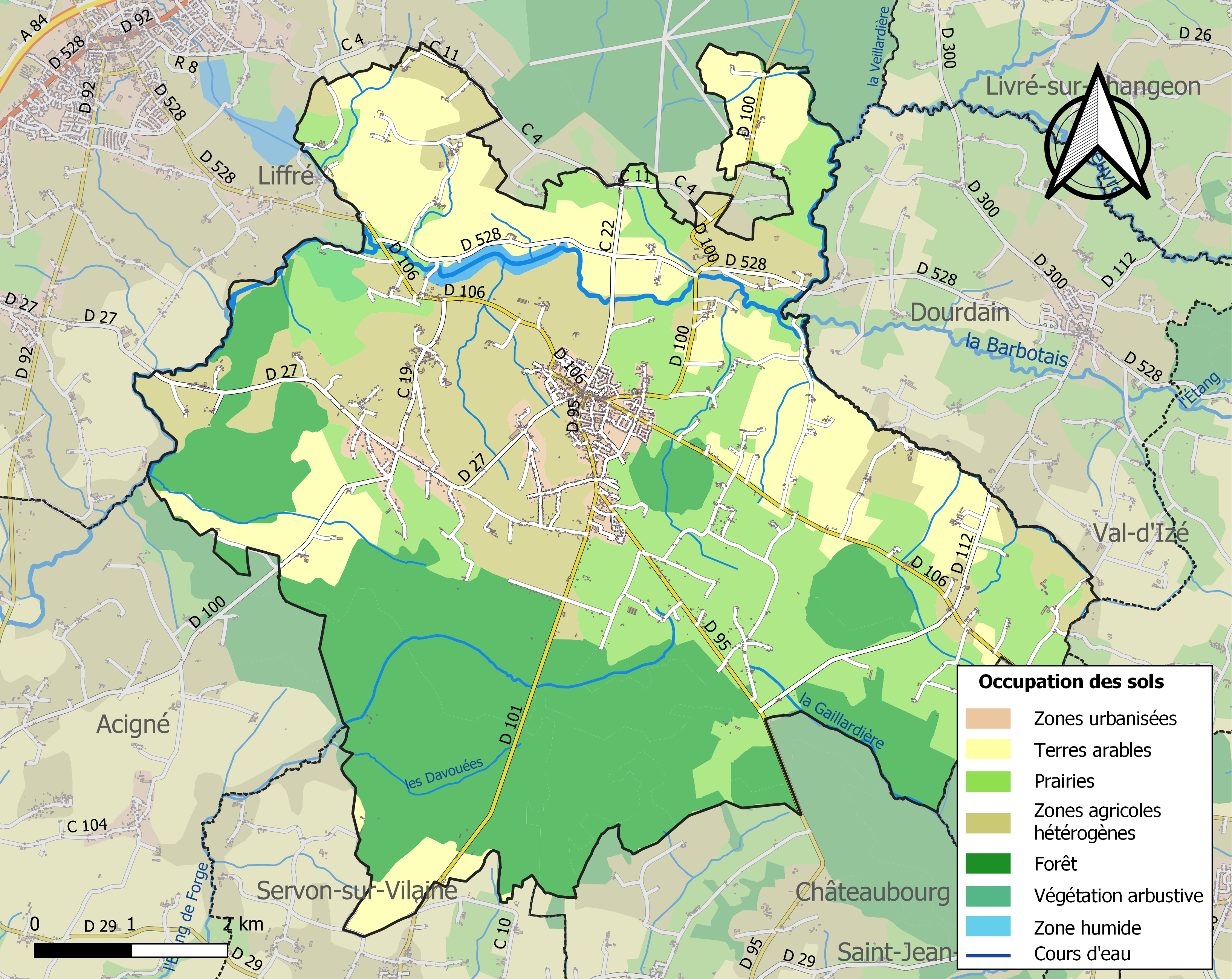
Kaart van de gemeente met belangrijkste infrastructuur, bodemgebruik en omliggende gemeenten

## Demografie
Onderstaande figuur toont het verloop van het inwonertal, bron: INSEE-tellingen. 